# Strada statale 745 Metaurense
La strada statale 745 Metaurense (SS 745) è una strada statale italiana il cui percorso si sviluppa nelle Marche. La strada prende il nome dal fiume Metauro, del quale risale il corso tra gli abitati di Fermignano e Urbania.

## Percorso
La strada ha origine dall'innesto con la strada statale 73 bis di Bocca Trabaria alle porte di Fermignano. Da qui la strada, dopo aver attraversato lo stesso centro abitato, prosegue in direzione sud-ovest fino al raggiungimento della frazione di San Silvestro.
Deviando quindi verso nord-ovest, sempre seguendo il corso del Metauro, volge in direzione di Urbania, della quale viene evitato l'attraversamento del centro storico mediante una variante più periferica che la congiunge nuovamente alla strada statale 73 bis di Bocca Trabaria a nord-ovest del paese.

## Storia
L'arteria è frutto della fusione di due tronchi stradali diversi: il primo corrisponde alla strada provinciale 4 Metaurense (SP 4), lunga 16,700 km, mentre il secondo corrisponde ad un tratto di appena 200 m della strada provinciale 21 Urbania-Piobbico (SP 21), che si sviluppa nel centro abitato di Urbania
La strada è stata oggetto del cosiddetto piano Rientro strade, per cui la competenza dei due tronchi è passata all'ANAS il 24 ottobre 2018 la quale la ha provvisoriamente classificate rispettivamente come nuova strada ANAS 502 S.P. 4 Metaurense (NSA 502) e nuova strada ANAS 503 S.P. 21 Urbania-Piobbico (NSA 503).
La strada ha ottenuto la classificazione attuale nel corso del 2019 con i seguenti capisaldi di itinerario: "Innesto con la S.S. n. 73 Bis (km 72+700) presso la rotatoria bivio Borzaga - Innesto con la S.S. n. 73 Bis (km 49+600) in Comune di Urbania".